# Martin Hongla
Martin Hongla (ur. 16 marca 1998 r. w Jaunde) – kameruński piłkarz występujący na pozycji pomocnika.

## Kariera klubowa

### Granada
Urodzony w Jaunde Hongla dołączył do Granady z akademii Blaise'a Nkufo – "Nkufo Academy". Od razu został przypisany do rezerw grających w Segunda División B.
Swój seniorski debiut zaliczył 21 sierpnia 2016 roku w zremisowanym 1–1 meczu przeciwko Atlético Mancha Real. Swój debiut w pierwszym zespole Granady i jednocześnie swój debiut w Primera División zaliczył 28 stycznia 2017 roku, grając pełne 90 minut w przegranym 2–0 meczu z Villarrealem. Przed sezonem 2017/2018 został definitywnie przeniesiony do pierwszego zespołu, który spadł do Segunda División.

### Barcelona
16 stycznia 2018 roku został wypożyczony na 6 miesięcy do FC Barcelony B. 7 marca tego samego roku rozegrał pierwsze spotkanie w barwach pierwszego zespołu Barcelony przeciwko Espanyolowi w ramach Superpucharu Katalonii, zmieniając w 63 minucie André Gomesa.

### Karpaty Lwów
28 stycznia 2019 został wypożyczony do Karpat Lwów, w którym grał do 3 lipca 2019.

### Royal Antwerp
3 lipca 2019 dołączył do belgijskiego Royalu Antwerp FC.